# Dana Pyritz

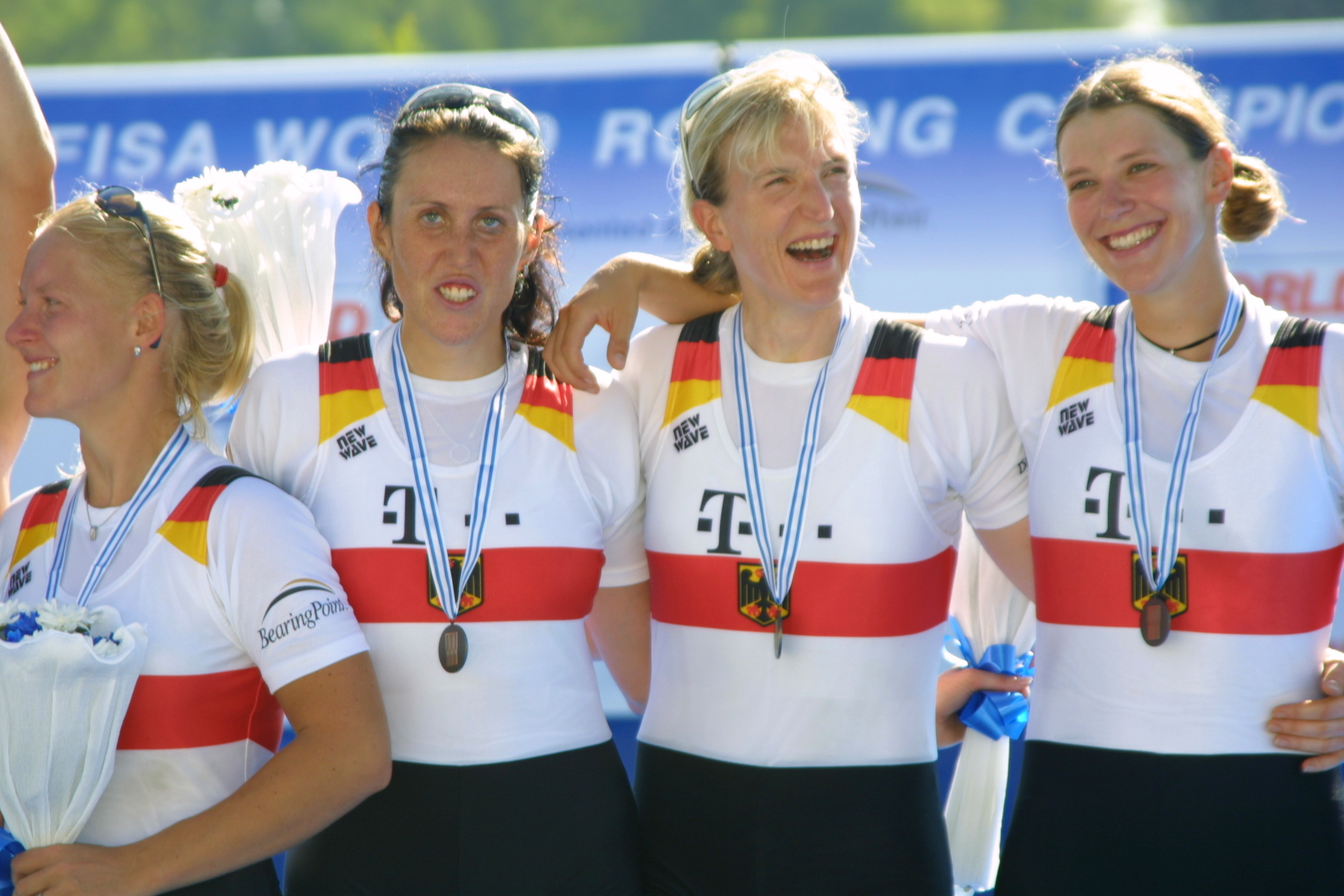
Ruderweltmeisterschaften 2003
v. l. n. r. Manuela Zander, Sandra Goldbach, Dana Pyritz und Ulrike Stadlmayr.

Dana Pyritz (* 31. August 1970 in Kühlungsborn) ist eine ehemalige deutsche Ruderin, die 1992 Olympiadritte mit dem Achter war.

## Karriere
Dana Pyritz belegte bei der deutschen Meisterschaft 1992 mit ihrer Renngemeinschaft den zweiten Platz im Achter. Bei den Olympischen Spielen 1992 in Barcelona war sie als Ersatzruderin vorgesehen und kam für Ina Justh in den Achter, der in der Besetzung Annegret Strauch, Sylvia Dördelmann, Cerstin Petersmann, Kathrin Haacker, Dana Pyritz, Christiane Harzendorf, Ute Wagner, Judith Zeidler mit Steuerfrau Daniela Neunast die Bronzemedaille gewann. 1993 gewann Dana Pyritz ihren ersten deutschen Meistertitel im Achter, bei der Weltmeisterschaft belegte der Achter den dritten Platz. Noch erfolgreicher war der deutsche Achter in der Saison 1994. Bei der Weltmeisterschaft in Indianapolis siegte das Boot in der Besetzung Kathrin Haacker, Antje Rehaag, Andrea Klapheck, Dana Pyritz, Doreen Martin, Micaela Schmidt, Stefani Werremeier, Ute Wagner und Steuerfrau Doreen Schnell. 1995 wechselte Pyritz zusammen mit Doreen Martin in den Vierer ohne Steuerfrau, die beiden gewannen mit Heike Zazworka und Andrea Gesch die deutsche Meisterschaft, bei der Weltmeisterschaft in Tampere belegten sie mit Anke Weiler und Gerte John den zweiten Platz hinter dem Vierer aus den USA.
Da der Vierer ohne 1996 zugunsten der Leichtgewichtsklassen aus dem olympischen Programm genommen worden war, bemühte sich Dana Pyritz für die olympische Saison um eine Rückkehr in den Achter. Bei den Olympischen Spielen 1996 in Atlanta saß sie zusammen mit ihrer Zwillingsschwester Anja Pyritz im Boot, der Achter erreichte aber lediglich das B-Finale und belegte in der Endabrechnung den achten Platz. Die beiden Zwillinge gewannen 1997 und 1998 die deutsche Meisterschaft im Achter, aber erst 2001 gelang wieder der Gewinn einer internationalen Medaille. Bei der Weltmeisterschaft in Luzern erkämpfte der deutsche Achter mit den Pyritz-Schwestern die Bronzemedaille, diesen Medaillenerfolg wiederholte der Achter 2002 in Sevilla. 2003 wechselte Dana Pyritz noch einmal in den Vierer ohne Steuerfrau und gewann in dieser Bootsklasse ebenfalls Bronze bei der Weltmeisterschaft in Mailand.
Für ihre sportlichen Leistungen erhielt sie am 23. Juni 1993 das Silberne Lorbeerblatt.